# Departamento Figueroa
Das Departamento Figueroa liegt im Zentrum der Provinz Santiago del Estero im Nordwesten Argentiniens und ist eine von 27 Verwaltungseinheiten der Provinz.
Es grenzt im Norden an die Departamentos Jiménez und Alberdi, im Osten an das Departamento Moreno, im Süden an die Departamentos Juan F. Ibarra, Sarmiento und Robles und im Westen an das Departamento Banda.
Die Hauptstadt des Departamento Figueroa ist La Cañada.

## Städte und Gemeinden
Das Departamento Figueroa ist in folgende Gemeinden aufgeteilt:
- Bandera Bajada
- Colonia San Juan
- La Cañada
- La Invernada
- Villa Figueroa